# Погарисько
Пога́рисько — село в Україні, у Львівському районі Львівської області. Населення[коли?] становить приблизно[уточнити] 800 осіб. Входить до складу Добросинсько-Магерівської об'єднаної територіальної громади.

## Історія
З наукової розвідки молодого історика Олега Стасюка (Oleh Stasiuk), три нинішні села - Монастирок, Замок та Погарисько - раніше були єдиним поселенням - Рудою. Ось що він повідомив 11 серпня 2019 року: "595 років Вашому селу. 6 червня 1424 року - перша письмова згадка. У цьому році белзький князь Земовіт IV затвердив рішення Яна Маґєри і дозволив волохам осадження цього села, виділивши їм пів лісу і луки". Так виникла Руда... а потім, по мірі збільшення поселян, Руда розпалася на три окремі села, у т.ч. нинішнє Погарисько.
Село Погарисько раніше складалось з наступних присілків: Запісок, Барички, Жуки, Нижники, Багна, Чирі, Кут, Березина Магерівська, Басі, Майстри, Кіхи, Барбари, Барбаричі, Харі, Шалапути, Павлики, Зубейки, Волоси, Бахорі, Ясики.
Існує дві версії походження назви села:
1. Рештки від «пожежі», «погорілище».
2. Від давньоукраїнського «погар» — кубок (кухоль) для вина.
Село належало до Равського повіту. На 01.01.1939 в селі проживало 1690 мешканців, з них 1530 українців-грекокатоликів, 60 українців-римокатоликів, 40 поляків — колоністів з початку ХХ ст., 60 євреїв.

## Відомі мешканці

### Народились
- Калітовська Леся Михайлівна (1988)  українська трекова та шосейна велогонщиця, заслужений майстер спорту України, бронзова призерка Олімпійських ігор в Пекіні, учасниця Олімпійських ігор в Лондоні, неодноразова чемпіонка України, призерка Чемпіонату світу та Європи.
- Максимик Михайло Петрович (1964)  український юрист.
- Чир Михайло, український поет.
- Скрипниченко Богдан Віталійович (13.05.1991 - 16.04.2022) - уродженець м. Вугледар, суч. Волноваського району, Донецької області, солдат ЗСУ, учасник АТО, боєць 80 ОДШБ, після 2022р. вступив до складу 63 ОМБ, брав участь в боях за Київщину, загинув у боях у районі м. Баштанка, Баштанського району, Миколаївської області. Поховали захисника 19.04.2022 на кладовищі с. Погарисько.
- Лядський "Поляк" Роман Володимирович (12.11.1987 - 05.01.2024) - солдат 109-ої ОБр. ТрО, уродженець м. Вугледар, Волноваського району, Донецької області. Загинув в н.п. Красногорівка, Покровського району, Донецької області. Поховали захисника 12.01.2024 на кладовищі с. Погарисько.
- Іванов "Нєбо" Сергій Євгенович (22.02.1974 - 06.01.2024) - солдат 109-ої ОБР. ТрО, уродженець Курахівської громади, Донецької обл. 13.11.2023 отримав важке поранення на фронті, помер у лікарні в м. Луцьк. Поховали захисника 12.01.2024 на кладовищі в с. Погарисько.